# Bolo de rolo
O bolo de rolo (pré-AO 1990: bolo-de-rolo) é um doce brasileiro, típico de Pernambuco.
A massa é feita com farinha de trigo, ovos, manteiga e açúcar. Essa massa é enrolada com uma camada de goiabada derretida, dando a aparência de um rocambole, embora dele difira em vários detalhes, especialmente no preparo, específico no bolo de rolo e completamente diferente do rolo suíço, com as camadas de massa e goiabada bem finas e o sabor característico.

## História
Sua origem está na adaptação do bolo português "colchão de noiva", uma espécie de pão de ló enrolado em camadas grossas como um rocambole, com recheio de amêndoas. Ao chegarem aqui, os portugueses passaram a trocar o recheio pela goiaba, fruta abundante na Zona da Mata, sempre dosada com muito açúcar dos engenhos da região. Houve modificações no preparo da massa, que passou a ser enrolada em camadas cada vez mais finas. Ao final, o bolo ficou parecido com um rolo, daí a origem do seu nome. Até hoje é comum polvilhar-se o bolo de rolo com açúcar em sua camada externa, arrematando a apresentação da sobremesa.
Pela Lei 13.436 de 2008, o bolo de rolo foi reconhecido como patrimônio imaterial de Pernambuco.
Diante da popularidade do bolo de rolo, novos sabores foram criados. Hoje o bolo de rolo pode ser encontrado com massa de chocolate e com recheios variados: doce de leite, chocolate derretido, creme de morango, creme de ameixa, Nutella, chocolate branco. Também costuma ser servido com queijo do reino ou sorvete de creme.

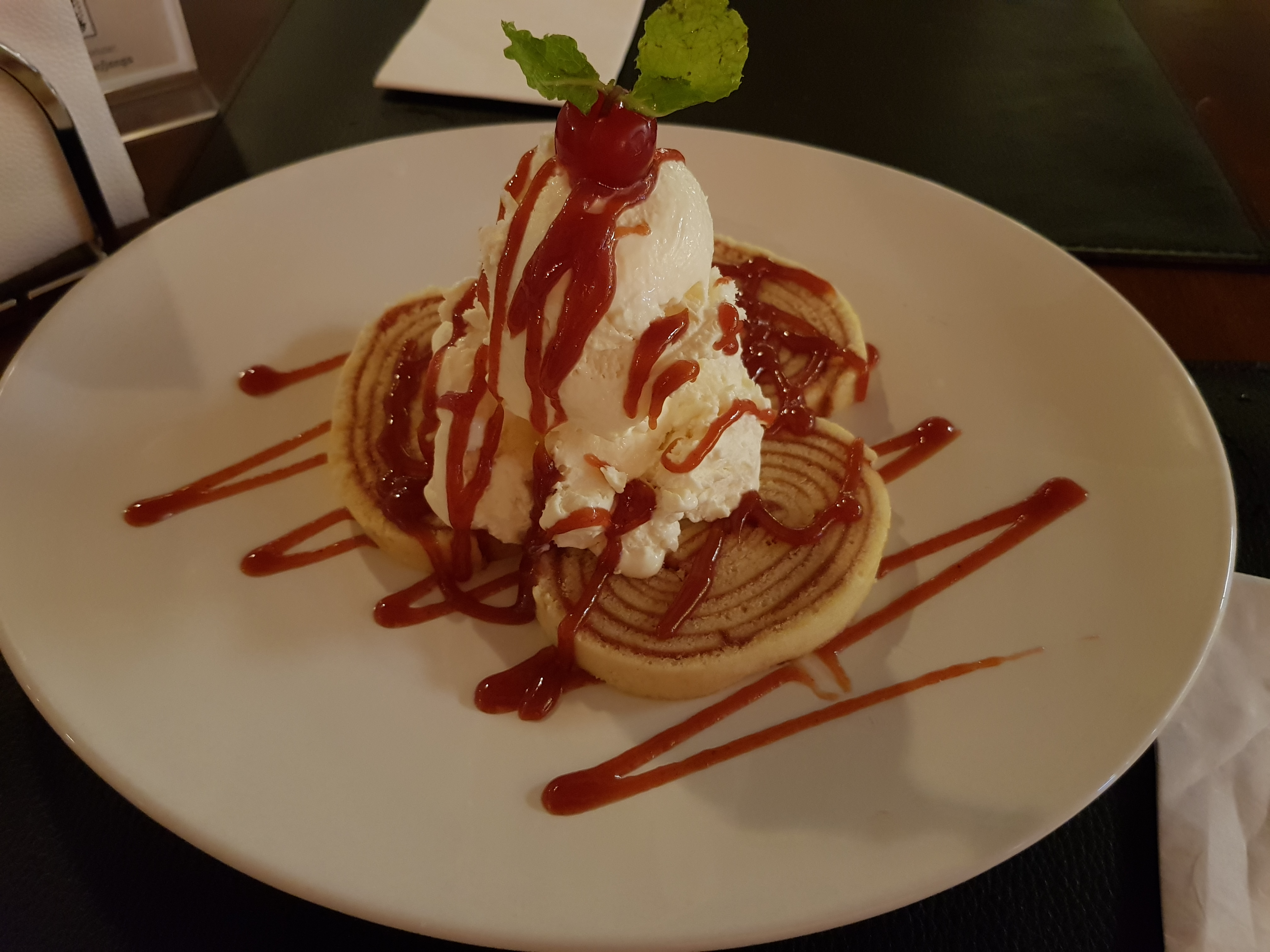
Bolo de rolo servido com sorvete